# Kōstas Mītroglou
Kōnstantinos Mītroglou, detto Kōstas (in greco Κωνσταντίνος "Κώστας" Μήτρογλου?; Kavala, 12 marzo 1988), è un ex calciatore greco, di ruolo attaccante.

## Biografia
Nato nel 1988 a Kavala, nella Grecia settentrionale, Mītroglou (in lingua turca Mitroğlu) è emigrato da piccolo con i suoi genitori in Germania, dove la famiglia si stabilì a Neukirchen-Vluyn nel land Renania Settentrionale-Vestfalia. Non parla fluentemente il greco.
Il 19 maggio 2010, in seguito ad uno scontro di gioco con Mītroglou, Kōstas Manōlas, che giocava nell'AEK Atene, subì un infortunio al volto per cui dovette sottoporsi ad un intervento chirurgico durato tre ore e conclusosi con successo, nel quale gli furono impiantate delle placche metalliche.

## Caratteristiche tecniche
Centravanti dotato di una notevole forza fisica, ottimo nei colpi di testa e dotato di un ottimo senso del gol. Mimare il gesto di una pistola è la sua esultanza tipica, per la quale è osannato dai tifosi (per questo tipo di esultanza ha avuto anche un richiamo dalla magistratura).

## Carriera

### Club

#### Inizi
Dopo aver trascorso le giovanili nel Neukirchen, nel 2001 passa nel vivaio del Duisburg. Nel 2004 si trasferisce nel settore giovanile del Borussia Mönchengladbach, dove si afferma come uno degli attaccanti più prolifici tra gli Under-19, con in 38 reti in 35 presenze totali. Nella gara contro la sua ex squadra, il Duisburg, segna tutte e cinque le reti della partita, terminata 5-3 conseguendo il record di reti segnate in una sola partita nella competizione giovanile. Dal 2006 viene promosso in pianta stabile nella seconda formazione del Borussia Mönchengladbach, con la quale realizza 14 reti in 33 presenze nella Regionalliga Ovest.

#### Olympiakos
Dopo il campionato europeo di calcio Under-19 del 2007 in Austria, fa ritorno in patria, acquistato dai campioni di Grecia dell'Olympiacos. Dopo aver segnato il suo primo gol con la nuova maglia in Coppa di Grecia contro il Diagoras, il 28 novembre 2007 debutta in Champions League contro la Lazio e l'8 dicembre 2007 realizza la sua prima rete in campionato nel 4-0 interno contro il Levadeiakos. Si ripete ancora contro il Larissa il 6 aprile 2008 e segna una doppietta all'ultima giornata contro l'Iraklis Salonicco.
L'anno successivo colleziona 7 presenze e due reti in campionato e 5 partite nelle competizioni europee. In Coppa UEFA realizza anche una rete nella trasferta vinta per 2-0 contro il Nordsjælland.
Nella stagione stagione 2009-2010 diventa titolare della formazione. Il 18 agosto 2009 mette a segno il suo primo gol in Champions League nei preliminari contro i moldavi dello Sheriff Tiraspol e realizza reti decisive contro Ergotelis e Giannina e realizza una doppietta contro Panathīnaïkos e Levadiakos. Il 20 ottobre 2009 va a segno per la prima volta in Champions League, nella vittoria interna per 2-1 contro lo Standard Liegi. Negli ottavi di finale realizza anche una rete contro il Bordeaux, non riuscendo a evitare l'eliminazione della sua squadra dalla competizione. Termina la stagione con 45 presenze e 14 reti in totale, tra campionato e coppe.

#### Panionios e Atromitos
Nell'anno successivo trova poco spazio tra le file dell'Olympiakos e a gennaio viene ceduto in prestito al Panionios. Il 16 gennaio 2011 debutta con una doppietta decisiva in casa dell'Aris Salonicco. A fine stagione sono 16 le partite disputate e 9 i gol.
Dopo aver fatto ritorno al Pireo, si trasferisce nuovamente in prestito all'Atromītos, e nella stagione 2011-2012 segna 16 reti in 28 presenze nella Souper Ligka Ellada; la squadra arriva alla finale di Coppa di Grecia, persa contro l'Olympiakos. Nei play-off per le competizioni europee è decisivo con una rete al PAOK e un assist contro l'AEK Atene che valgono la qualificazione per il terzo turno dell'Europa League 2012-2013.

#### Ritorno all'Olympiakos
La Souper Ligka Ellada 2012-2013 vede il ritorno di Mitroglou all'Olympiakos. In campionato è autore di 11 gol in 25 partite, mentre in Champions League va a segno contro Arsenal e Montpellier. Il 4 dicembre è autore della rete decisiva per la vittoria interna per 2-1 proprio contro i biancorossi dell'Arsenal. L'11 maggio trionfa con la sua squadra nella Coppa di Grecia, vinta grazie al 3-1 contro l'Asteras Tripolis.
Il 2 ottobre 2013, alla seconda giornata di Champions League 2013-2014, mette a segno una tripletta nella vittoria esterna per 0-3 dell'Olympiakos contro l'Anderlecht.

#### Fulham e prestito all'Olympiakos
Il 31 gennaio 2014 viene acquistato dal Fulham per circa 15 milioni di euro. Con i Cottagers disputa soltanto tre partite, senza mai andare a segno.
Il 30 giugno 2014 torna all'Olympiakos con la formula del prestito. Nella partita inaugurale di Champions League, contro l'Atletico Madrid (3-2), segna la rete che permette alla sua squadra di vincere il match. A fine stagione non viene riscattato e fa quindi ritorno al Fulham.

#### Benfica, Marsiglia e prestiti
Il 6 agosto 2015 si trasferisce in prestito al Benfica.
Nel luglio 2016 viene riscattato per 7 milioni di euro. Complessivamente mette insieme 88 presenze e 52 gol in due anni.
Nell’estate del 2017 viene acquistato dal Olympique Marsiglia. Al primo anno segna 9 gol, al secondo solo 3 nel girone di andata.
Chiuso dall’arrivo di Mario Balotelli, il 31 gennaio 2019 è ceduto in prestito al Galatasaray, con cui debutta il 2 febbraio in casa dell'Alanyaspor (1-1) e vince il titolo nazionale e la Coppa di Turchia, con un bilancio di 7 presenze e un gol in campionato.
Il 22 agosto 2019 è ceduto in prestito al PSV.

#### Aris Salonicco
Terminato il prestito in Olanda, fa ritorno a Marsiglia, dove rimane ai margini della rosa. Il 26 gennaio 2021 viene ceduto a titolo definitivo all'Arīs Salonicco. Esordisce in campionato il 30 gennaio, subentrando a Dīmītrios Manos al minuto 82, in occasione della sconfitta per 2-1 in casa dell'Asteras Tripolīs. Realizza la sua prima rete in maglia giallonera il 21 febbraio, trasformando il calcio di rigore che è valso l'1-1 in casa dell'Olympiacos.

#### Ultimi anni
Il 14 gennaio 2023 si unisce ai dilettanti del Rheurdt-Schaephuysen, club militante nella Kreisliga A Moers, divisione amatoriale tedesca. Da luglio a settembre dello stesso anno ha militato nello Scherpenberg.

### Nazionale
Nel periodo 2005-2007 gioca 14 partite con la Grecia Under-19, segnando 12 gol, mentre nel periodo 2007-2010 gioca 16 partite con la Grecia Under-21, segnando 5 gol.
Debutta in nazionale maggiore nel 2009, ritagliandosi ben presto una presenza stabile nelle file della rappresentativa ellenica.

## Statistiche

### Presenze e reti nei club
Statistiche aggiornate al 5 settembre 2023.
| Stagione            | Squadra             | Campionato          | Campionato | Campionato | Coppe nazionali | Coppe nazionali | Coppe nazionali | Coppe continentali | Coppe continentali | Coppe continentali | Altre coppe | Altre coppe | Altre coppe | Totale | Totale |
| Stagione            | Squadra             | Comp                | Pres       | Reti       | Comp            | Pres            | Reti            | Comp               | Pres               | Reti               | Comp        | Pres        | Reti        | Pres   | Reti   |
| ------------------- | ------------------- | ------------------- | ---------- | ---------- | --------------- | --------------- | --------------- | ------------------ | ------------------ | ------------------ | ----------- | ----------- | ----------- | ------ | ------ |
| 2007-2008           | Olympiacos          | SL                  | 11         | 4          | CG              | 5               | 3               | UCL                | 2                  | 0                  | SG          | 1           | 1           | 19     | 8      |
| 2008-2009           | Olympiacos          | SL                  | 7          | 2          | CG              | 4               | 0               | UCL+CU             | 2+3                | 0+1                | -           | -           | -           | 16     | 3      |
| 2009-2010           | Olympiacos          | SL                  | 26+6       | 9          | CG              | 1               | 1               | UCL                | 12                 | 4                  | -           | -           | -           | 45     | 14     |
| 2010-gen. 2011      | Olympiacos          | SL                  | 5          | 1          | CG              | 1               | 0               | UEL                | 4                  | 0                  | -           | -           | -           | 10     | 1      |
| gen.-giu. 2011      | Panionios           | SL                  | 11         | 8          | CG              | -               | -               | -                  | -                  | -                  | -           | -           | -           | 11     | 8      |
| 2011-2012           | Atromītos           | SL                  | 28+6       | 16+1       | CG              | 5               | 2               | -                  | -                  | -                  | -           | -           | -           | 39     | 19     |
| 2012-2013           | Olympiacos          | SL                  | 25         | 11         | CG              | 9               | 5               | UCL+UEL            | 6+2                | 4+0                | -           | -           | -           | 41     | 20     |
| 2013-gen. 2014      | Olympiacos          | SL                  | 12         | 14         | CG              | 2               | 0               | UCL                | 5                  | 3                  | -           | -           | -           | 19     | 17     |
| gen.-giu. 2014      | Fulham              | PL                  | 3          | 0          | FACup+CdL       | 0               | 0               | -                  | -                  | -                  | -           | -           | -           | 3      | 0      |
| 2014-2015           | Olympiacos          | SL                  | 24         | 16         | CG              | 2               | 0               | UCL+UEL            | 6+2                | 2+1                | -           | -           | -           | 34     | 19     |
| Totale Olympiakos   | Totale Olympiakos   | Totale Olympiakos   | 110+6      | 57         |                 | 24              | 9               |                    | 44                 | 15                 |             | 1           | 1           | 185    | 82     |
| 2015-2016           | Benfica             | PL                  | 32         | 20         | CP+CdL          | 2+3             | 1+2             | UCL                | 7                  | 2                  | SP          | 1           | 0           | 45     | 25     |
| 2016-2017           | Benfica             | PL                  | 28         | 16         | CP+CdL          | 5+2             | 9+1             | UCL                | 7                  | 1                  | SP          | 1           | 0           | 43     | 27     |
| Totale Benfica      | Totale Benfica      | Totale Benfica      | 60         | 36         |                 | 12              | 13              |                    | 14                 | 3                  |             | 2           | 0           | 88     | 52     |
| 2017-2018           | O. Marsiglia        | L1                  | 19         | 9          | CF+CdL          | 3+1             | 3+1             | UEL                | 7                  | 0                  | -           | -           | -           | 30     | 13     |
| 2018-gen. 2019      | O. Marsiglia        | L1                  | 13         | 3          | CF+CdL          | 1+0             | 0               | UEL                | 5                  | 0                  | -           | -           | -           | 19     | 3      |
| gen.-giu. 2019      | Galatasaray         | SL                  | 7          | 1          | CT              | 2               | 1               | UEL                | -                  | -                  | ST          | -           | -           | 9      | 2      |
| 2019-2020           | PSV                 | ED                  | 13         | 1          | CO              | 1               | 1               | UEL                | 4                  | 1                  |             | -           | -           | 18     | 3      |
| 2020-gen. 2021      | O. Marsiglia        | L1                  | 0          | 0          | CF              | 0               | 0               | UCL                | 0                  | 0                  | -           | -           | -           | 0      | 0      |
| Totale O. Marsiglia | Totale O. Marsiglia | Totale O. Marsiglia | 32         | 12         |                 | 5               | 4               |                    | 12                 | 0                  |             | -           | -           | 49     | 16     |
| gen.-giu. 2021      | Arīs Salonicco      | SL                  | 5+4        | 2          | CG              | 1               | 0               | UEL                | -                  | -                  | -           | -           | -           | 10     | 2      |
| lug.-set. 2023      | Scherpenberg        | LN2                 | 4          | 3          | -               | -               | -               | -                  | -                  | -                  | -           | -           | -           | 4      | 3      |
| Totale carriera     | Totale carriera     | Totale carriera     | 287        | 136        |                 | 50              | 30              |                    | 74                 | 19                 |             | 3           | 1           | 414    | 186    |

### Cronologia presenze e reti in nazionale
| Cronologia completa delle presenze e delle reti in nazionale ― Grecia | Cronologia completa delle presenze e delle reti in nazionale ― Grecia | Cronologia completa delle presenze e delle reti in nazionale ― Grecia | Cronologia completa delle presenze e delle reti in nazionale ― Grecia | Cronologia completa delle presenze e delle reti in nazionale ― Grecia | Cronologia completa delle presenze e delle reti in nazionale ― Grecia | Cronologia completa delle presenze e delle reti in nazionale ― Grecia | Cronologia completa delle presenze e delle reti in nazionale ― Grecia |
| Data                                                                  | Città                                                                 | In casa                                                               | Risultato                                                             | Ospiti                                                                | Competizione                                                          | Reti                                                                  | Note                                                                  |
| --------------------------------------------------------------------- | --------------------------------------------------------------------- | --------------------------------------------------------------------- | --------------------------------------------------------------------- | --------------------------------------------------------------------- | --------------------------------------------------------------------- | --------------------------------------------------------------------- | --------------------------------------------------------------------- |
| 14-11-2009                                                            | Atene                                                                 | Grecia                                                                | 0 – 0                                                                 | Ucraina                                                               | Qual. Mondiali 2010                                                   | -                                                                     | 71’                                                                   |
| 3-9-2010                                                              | Pireo                                                                 | Grecia                                                                | 1 – 1                                                                 | Georgia                                                               | Qual. Euro 2012                                                       | -                                                                     | 71’                                                                   |
| 8-10-2010                                                             | Pireo                                                                 | Grecia                                                                | 1 – 0                                                                 | Lettonia                                                              | Qual. Euro 2012                                                       | -                                                                     | 77’                                                                   |
| 12-10-2010                                                            | Pireo                                                                 | Grecia                                                                | 2 – 1                                                                 | Israele                                                               | Qual. Euro 2012                                                       | -                                                                     | 81’                                                                   |
| 9-2-2011                                                              | Larissa                                                               | Grecia                                                                | 1 – 0                                                                 | Canada                                                                | Amichevole                                                            | -                                                                     | 46’                                                                   |
| 26-3-2011                                                             | Ta' Qali                                                              | Malta                                                                 | 0 – 1                                                                 | Grecia                                                                | Qual. Euro 2012                                                       | -                                                                     | 70’                                                                   |
| 29-3-2011                                                             | Pireo                                                                 | Grecia                                                                | 0 – 0                                                                 | Polonia                                                               | Amichevole                                                            | -                                                                     | 58’                                                                   |
| 4-6-2011                                                              | Pireo                                                                 | Grecia                                                                | 3 – 1                                                                 | Malta                                                                 | Qual. Euro 2012                                                       | -                                                                     | 90’                                                                   |
| 7-6-2011                                                              | New York                                                              | Ecuador                                                               | 1 – 1                                                                 | Grecia                                                                | Amichevole                                                            | -                                                                     | 64’                                                                   |
| 11-11-2011                                                            | Pireo                                                                 | Grecia                                                                | 1 – 1                                                                 | Russia                                                                | Amichevole                                                            | -                                                                     | 77’                                                                   |
| 15-11-2011                                                            | Altach                                                                | Grecia                                                                | 1 – 3                                                                 | Romania                                                               | Amichevole                                                            | -                                                                     | 46’                                                                   |
| 26-5-2012                                                             | Kufstein                                                              | Grecia                                                                | 1 – 1                                                                 | Slovenia                                                              | Amichevole                                                            | -                                                                     | 64’                                                                   |
| 31-5-2012                                                             | Kufstein                                                              | Armenia                                                               | 0 – 1                                                                 | Grecia                                                                | Amichevole                                                            | -                                                                     | 85’                                                                   |
| 12-6-2012                                                             | Breslavia                                                             | Rep. Ceca                                                             | 2 – 1                                                                 | Grecia                                                                | Euro 2012 - 1º turno                                                  | -                                                                     | 71’                                                                   |
| 15-8-2012                                                             | Oslo                                                                  | Norvegia                                                              | 2 – 3                                                                 | Grecia                                                                | Amichevole                                                            | 1                                                                     | 46’ 90’                                                               |
| 7-9-2012                                                              | Riga                                                                  | Lettonia                                                              | 1 – 2                                                                 | Grecia                                                                | Qual. Mondiali 2014                                                   | -                                                                     | 46’                                                                   |
| 11-9-2012                                                             | Pireo                                                                 | Grecia                                                                | 2 – 0                                                                 | Lituania                                                              | Qual. Mondiali 2014                                                   | 1                                                                     | 46’                                                                   |
| 12-10-2012                                                            | Pireo                                                                 | Grecia                                                                | 0 – 0                                                                 | Bosnia ed Erzegovina                                                  | Qual. Mondiali 2014                                                   | -                                                                     | 79’                                                                   |
| 16-10-2012                                                            | Glasgow                                                               | Slovacchia                                                            | 0 – 1                                                                 | Grecia                                                                | Qual. Mondiali 2014                                                   | -                                                                     | 59’                                                                   |
| 14-11-2012                                                            | Dublino                                                               | Irlanda                                                               | 0 – 1                                                                 | Grecia                                                                | Amichevole                                                            | -                                                                     | 46’                                                                   |
| 6-2-2013                                                              | Pireo                                                                 | Grecia                                                                | 0 – 0                                                                 | Svizzera                                                              | Amichevole                                                            | -                                                                     | 70’                                                                   |
| 14-8-2013                                                             | Wals-Siezenheim                                                       | Austria                                                               | 0 – 2                                                                 | Grecia                                                                | Amichevole                                                            | 2                                                                     | 80’                                                                   |
| 6-9-2013                                                              | Vaduz                                                                 | Liechtenstein                                                         | 0 – 1                                                                 | Grecia                                                                | Qual. Mondiali 2014                                                   | 1                                                                     |                                                                       |
| 10-9-2013                                                             | Pireo                                                                 | Grecia                                                                | 1 – 0                                                                 | Lettonia                                                              | Qual. Mondiali 2014                                                   | -                                                                     |                                                                       |
| 11-10-2013                                                            | Pireo                                                                 | Grecia                                                                | 1 – 0                                                                 | Slovacchia                                                            | Qual. Mondiali 2014                                                   | -                                                                     | 88’                                                                   |
| 15-10-2013                                                            | Pireo                                                                 | Grecia                                                                | 2 – 0                                                                 | Liechtenstein                                                         | Qual. Mondiali 2014                                                   | -                                                                     | 86’                                                                   |
| 15-11-2013                                                            | Pireo                                                                 | Grecia                                                                | 3 – 1                                                                 | Romania                                                               | Qual. Mondiali 2014                                                   | 2                                                                     | 80’                                                                   |
| 19-11-2013                                                            | Bucarest                                                              | Romania                                                               | 1 – 1                                                                 | Grecia                                                                | Qual. Mondiali 2014                                                   | 1                                                                     | 24’                                                                   |
| 5-3-2014                                                              | Pireo                                                                 | Grecia                                                                | 0 – 2                                                                 | Corea del Sud                                                         | Amichevole                                                            | -                                                                     | 60’                                                                   |
| 31-5-2014                                                             | Oeiras                                                                | Portogallo                                                            | 0 – 0                                                                 | Grecia                                                                | Amichevole                                                            | -                                                                     | 63’                                                                   |
| 3-6-2014                                                              | Chester                                                               | Nigeria                                                               | 0 – 0                                                                 | Grecia                                                                | Amichevole                                                            | -                                                                     | 62’                                                                   |
| 6-6-2014                                                              | Harrison                                                              | Bolivia                                                               | 1 – 2                                                                 | Grecia                                                                | Amichevole                                                            | -                                                                     | 64’                                                                   |
| 14-6-2014                                                             | Belo Horizonte                                                        | Colombia                                                              | 3 – 0                                                                 | Grecia                                                                | Mondiali 2014 - 1º turno                                              | -                                                                     | 63’                                                                   |
| 19-6-2014                                                             | Natal                                                                 | Giappone                                                              | 0 – 0                                                                 | Grecia                                                                | Mondiali 2014 - 1º turno                                              | -                                                                     | 35’                                                                   |
| 29-6-2014                                                             | Recife                                                                | Costa Rica                                                            | 1 – 1 dts (5 - 3 dtr)                                                 | Grecia                                                                | Mondiali 2014 - Ottavi di finale                                      | -                                                                     | 58’                                                                   |
| 7-9-2014                                                              | Pireo                                                                 | Grecia                                                                | 0 – 1                                                                 | Romania                                                               | Qual. Euro 2016                                                       | -                                                                     |                                                                       |
| 11-10-2014                                                            | Helsinki                                                              | Finlandia                                                             | 1 – 1                                                                 | Grecia                                                                | Qual. Euro 2016                                                       | -                                                                     | 84’                                                                   |
| 14-10-2014                                                            | Pireo                                                                 | Grecia                                                                | 0 – 2                                                                 | Irlanda del Nord                                                      | Qual. Euro 2016                                                       | -                                                                     |                                                                       |
| 13-6-2015                                                             | Tórshavn                                                              | Fær Øer                                                               | 2 – 1                                                                 | Grecia                                                                | Qual. Euro 2016                                                       | -                                                                     |                                                                       |
| 16-6-2015                                                             | Danzica                                                               | Polonia                                                               | 0 – 0                                                                 | Grecia                                                                | Amichevole                                                            | -                                                                     | 60’                                                                   |
| 4-9-2015                                                              | Pireo                                                                 | Grecia                                                                | 0 – 1                                                                 | Finlandia                                                             | Qual. Euro 2016                                                       | -                                                                     |                                                                       |
| 7-9-2015                                                              | Bucarest                                                              | Romania                                                               | 0 – 0                                                                 | Grecia                                                                | Qual. Euro 2016                                                       | -                                                                     | 87’                                                                   |
| 8-10-2015                                                             | Belfast                                                               | Irlanda del Nord                                                      | 3 – 1                                                                 | Grecia                                                                | Qual. Euro 2016                                                       | -                                                                     | 76’                                                                   |
| 11-10-2015                                                            | Pireo                                                                 | Grecia                                                                | 4 – 3                                                                 | Ungheria                                                              | Qual. Euro 2016                                                       | 1                                                                     |                                                                       |
| 13-11-2015                                                            | Lussemburgo                                                           | Lussemburgo                                                           | 1 – 0                                                                 | Grecia                                                                | Amichevole                                                            | -                                                                     |                                                                       |
| 17-11-2015                                                            | Istanbul                                                              | Turchia                                                               | 0 – 0                                                                 | Grecia                                                                | Amichevole                                                            | -                                                                     | 70’                                                                   |
| 24-3-2016                                                             | Atene                                                                 | Grecia                                                                | 2 – 1                                                                 | Montenegro                                                            | Amichevole                                                            | -                                                                     | 90+3’                                                                 |
| 1-9-2016                                                              | Eindhoven                                                             | Paesi Bassi                                                           | 1 – 2                                                                 | Grecia                                                                | Amichevole                                                            | 1                                                                     |                                                                       |
| 6-9-2016                                                              | Faro                                                                  | Gibilterra                                                            | 1 – 4                                                                 | Grecia                                                                | Qual. Mondiali 2018                                                   | 1                                                                     | 32’ 73’                                                               |
| 7-10-2016                                                             | Atene                                                                 | Grecia                                                                | 2 – 0                                                                 | Cipro                                                                 | Qual. Mondiali 2018                                                   | 1                                                                     |                                                                       |
| 10-10-2016                                                            | Tallinn                                                               | Estonia                                                               | 0 – 2                                                                 | Grecia                                                                | Qual. Mondiali 2018                                                   | -                                                                     |                                                                       |
| 13-11-2016                                                            | Pireo                                                                 | Grecia                                                                | 1 – 1                                                                 | Bosnia ed Erzegovina                                                  | Qual. Mondiali 2018                                                   | -                                                                     |                                                                       |
| 25-3-2017                                                             | Bruxelles                                                             | Belgio                                                                | 1 – 1                                                                 | Grecia                                                                | Qual. Mondiali 2018                                                   | 1                                                                     | 90+2’                                                                 |
| 9-6-2017                                                              | Zenica                                                                | Bosnia ed Erzegovina                                                  | 0 – 0                                                                 | Grecia                                                                | Qual. Mondiali 2018                                                   | -                                                                     |                                                                       |
| 7-10-2017                                                             | Nicosia                                                               | Cipro                                                                 | 1 – 2                                                                 | Grecia                                                                | Qual. Mondiali 2018                                                   | 1                                                                     | 89’                                                                   |
| 10-10-2017                                                            | Atene                                                                 | Grecia                                                                | 4 – 0                                                                 | Gibilterra                                                            | Qual. Mondiali 2018                                                   | 2                                                                     |                                                                       |
| 9-11-2017                                                             | Zagabria                                                              | Croazia                                                               | 4 – 1                                                                 | Grecia                                                                | Qual. Mondiali 2018                                                   | -                                                                     |                                                                       |
| 12-11-2017                                                            | Atene                                                                 | Grecia                                                                | 0 – 0                                                                 | Croazia                                                               | Qual. Mondiali 2018                                                   | -                                                                     | 78’                                                                   |
| 23-3-2018                                                             | Atene                                                                 | Grecia                                                                | 0 – 1                                                                 | Svizzera                                                              | Amichevole                                                            | -                                                                     | 73’                                                                   |
| 8-9-2018                                                              | Tallinn                                                               | Estonia                                                               | 0 – 1                                                                 | Grecia                                                                | UEFA Nations League 2018-2019 - 1º turno                              | -                                                                     | 50’                                                                   |
| 11-9-2018                                                             | Budapest                                                              | Ungheria                                                              | 2 – 1                                                                 | Grecia                                                                | UEFA Nations League 2018-2019 - 1º turno                              | -                                                                     | 46’                                                                   |
| 12-10-2018                                                            | Atene                                                                 | Grecia                                                                | 1 – 0                                                                 | Ungheria                                                              | UEFA Nations League 2018-2019 - 1º turno                              | 1                                                                     | 90’                                                                   |
| 15-10-2018                                                            | Helsinki                                                              | Finlandia                                                             | 2 – 0                                                                 | Grecia                                                                | UEFA Nations League 2018-2019 - 1º turno                              | -                                                                     |                                                                       |
| 15-11-2018                                                            | Atene                                                                 | Grecia                                                                | 1 – 0                                                                 | Finlandia                                                             | UEFA Nations League 2018-2019 - 1º turno                              | -                                                                     | 69’                                                                   |
| 23-3-2019                                                             | Vaduz                                                                 | Liechtenstein                                                         | 0 – 2                                                                 | Grecia                                                                | Qual. Euro 2020                                                       | -                                                                     | cap. 23’                                                              |
| Totale                                                                |                                                                       | Presenze                                                              | 65                                                                    |                                                                       | Reti (7º posto)                                                       | 17                                                                    |                                                                       |

### Record
Durante la sua carriera Mitroglou è riuscito a battere diversi record:
- Unico calciatore dell'Olympiacos a segnare due triplette in due successive partite di fila nella Superleague.
- Primo calciatore greco a segnare una tripletta in una partita della UEFA Champions League; secondo calciatore dell'Olympiacos dopo Predrag Đorđević.

## Palmarès

### Club
- Campionato greco: 4

Olympiakos: 2007-2008, 2008-2009, 2012-2013, 2014-2015
- Coppa di Grecia: 4

Olympiakos: 2007-2008, 2008-2009, 2012-2013, 2014-2015
- Supercoppa di Grecia: 1

Olympiakos: 2007
- Coppa di Lega portoghese: 1

Benfica: 2015-2016
- Campionato portoghese: 2

Benfica: 2015-2016, 2016-2017
- Supercoppa di Portogallo: 1

Benfica: 2016
- Coppa del Portogallo: 1

Benfica: 2016-2017
- Campionato turco: 1

Galatasaray: 2018-2019
- Coppa di Turchia: 1

Galatasaray: 2018-2019
- Supercoppa di Turchia: 1

Galatasaray: 2019

### Individuale
- Capocannoniere degli Europei di calcio under-19: 1

Austria 2007 (3 gol)
- Calciatore Greco dell'anno: 1

2011-2012
- Capocannoniere della Coppa di Grecia: 1

2012-2013